# Carrillo Puerto (Chiapas)
Carrillo Puerto es una localidad del estado mexicano de Chiapas. Es parte del municipio de Tapachula.

## Toponimia
El nombre de la localidad rinde homenaje a Felipe Carrillo Puerto, gobernador de Yucatán de 1922 hasta su asesinato en 1924.

## Demografía
| Gráfica de evolución demográfica                                      |
| Error de línea de tiempo. No se pudieron almacenar archivos de salida |

| Censo | Población |
| ----- | --------- |
| 1930  | 776       |
| 1940  | 1 313     |
| 1950  | 1 371     |
| 1960  | 1 922     |
| 1970  | 2 438     |
| 1980  | 1 948     |
| 1990  | 2 348     |
| 2000  | 2 542     |
| 2010  | 2 676     |
| 2020  | 2 974     |